# Collegio di Gower
Gower è un collegio elettorale gallese rappresentato alla Camera dei comuni del Parlamento del Regno Unito. Elegge un membro del parlamento con il sistema maggioritario a turno unico; l'attuale parlamentare è Tonia Antoniazzi del Partito Laburista, che rappresenta il collegio dal 2017.

## Estensione

Estensione dal 2010 al 2024

- 1885–1918: il Municipal Borough di Swansea e le divisioni sessionali di Gower, Pontardawe e Swansea.
- 1918–1950: il distretto urbano di Oystermouth e i distretti rurali di Gower e Swansea.
- 1950–1983: il distretto urbano di Llwchwr e i distretti rurali di Gower e Pontardawe.
- 1983–2010: i ward della Città di Swansea di Bishopston, Fairwood, Gower, Newton, Oystermouth, Penclawdd, Pennard e West Cross e i ward del Borough di Lliw Valley di Clydach, Dulais East, Gorseinon Central, Gorseinon East, Gowerton East, Gowerton West, Graigfelin, Kingsbridge, Llangyfelach, Lower Loughor, Mawr, Penllergaer, Penyrheol, Pontardulais, Tal-y-bont, Upper Loughor e Vardre.
- 2010-2024: le divisioni elettorali della contea di Swansea di Bishopston, Clydach, Fairwood, Gorseinon, Gower, Gowerton, Kingsbridge, Llangyfelach, Lower Loughor, Mawr, Newton, Oystermouth, Penclawdd, Penllergaer, Pennard, Penyrheol, Pontardulais, Upper Loughor e West Cross.
- dal 2024: i ward della città e contea di Swansea di Bishopston, Fairwood, Gorseinon, Gower, Gowerton, Kingsbridge, Llangyfelach, Lower Loughor, Mawr, Newton, Oystermouth, Penclawdd, Penllergaer, Pennard, Penyrheol, Pontardulais, Upper Loughor e West Cross, e in aggiunta i ward di Cockett, Dunvant, Killay North, Killay South e Mayals che in precedenza si trovavano nel collegio di Swansea West.

Il collegio comprende gran parte della vecchia Signoria di Gower (più piccola della città di Swansea) e copre la parte interna della penisola di Gower e le aree esterne di Gower, tra cui Clydach, Gowerton, Gorseinon, Felindre e Garnswllt.

## Membri del parlamento
| Elezione | Elezione          | Deputato         | Partito      |
| -------- | ----------------- | ---------------- | ------------ |
|          | 1885              | Frank Yeo        | Liberale     |
| 1888 (S) | David Randell     |                  | Liberale     |
| 1900     | John Aeron Thomas |                  | Liberale     |
| 1906     | John Williams     |                  | Liberale     |
|          | John Williams     | 1909             | Laburista    |
| 1922     | David Grenfell    |                  | Laburista    |
| 1959     | Ifor Davies       |                  | Laburista    |
| 1982 (S) | Gareth Wardell    |                  | Laburista    |
| 1997     | Martin Caton      |                  | Laburista    |
|          | 2015              | Byron Davies     | Conservatore |
|          | 2017              | Tonia Antoniazzi | Laburista    |

## Elezioni

### Elezioni negli anni 2020
| Partito                    | Partito                                | Candidato                  | Risultati 4 luglio 2024 | Risultati 4 luglio 2024 |
| Partito                    | Partito                                | Candidato                  | Voti                    | %                       |
| -------------------------- | -------------------------------------- | -------------------------- | ----------------------- | ----------------------- |
|                            | Laburista                              | Tonia Antoniazzi           | 20 480                  | 43,36                   |
|                            | Conservatore                           | Marc Jenkins               | 8 913                   | 18,87                   |
|                            | Reform UK                              | Catrin Thomas              | 8 530                   | 18,06                   |
|                            | Plaid Cymru                            | Kieran Pritchard           | 3 942                   | 8,35                    |
|                            | Lib Dem                                | Franck Banza               | 2 593                   | 5,49                    |
|                            | Verde                                  | Chris Evans                | 2 488                   | 5,27                    |
|                            | Indipendente                           | Wayne Erasmus              | 283                     | 0,60                    |
|                            |                                        |                            |                         |                         |
| Iscritti                   | Iscritti                               | Iscritti                   | 76 123                  | 100,00                  |
| ↳ Votanti (% su iscritti)  | ↳ Votanti (% su iscritti)              | ↳ Votanti (% su iscritti)  | 47 229                  | 62,04                   |
| ↳ Astenuti (% su iscritti) | ↳ Astenuti (% su iscritti)             | ↳ Astenuti (% su iscritti) | 28 894                  | 37,96                   |
|                            |                                        |                            |                         |                         |
|                            | Esito: collegio confermato a Laburista |                            |                         |                         |

### Elezioni negli anni 2010
| Partito                    | Partito                                | Candidato                  | Risultati 12 dicembre 2019 | Risultati 12 dicembre 2019 |
| Partito                    | Partito                                | Candidato                  | Voti                       | %                          |
| -------------------------- | -------------------------------------- | -------------------------- | -------------------------- | -------------------------- |
|                            | Laburista                              | Tonia Antoniazzi           | 20 208                     | 45,43                      |
|                            | Conservatore                           | Francesca O'Brien          | 18 371                     | 41,30                      |
|                            | Plaid Cymru                            | John Davies                | 2 288                      | 5,14                       |
|                            | Lib Dem                                | Sam Bennett                | 2 236                      | 5,03                       |
|                            | Brexit                                 | Rob Ross                   | 1 379                      | 3,10                       |
|                            |                                        |                            |                            |                            |
| Iscritti                   | Iscritti                               | Iscritti                   | 61 672                     | 100,00                     |
| ↳ Votanti (% su iscritti)  | ↳ Votanti (% su iscritti)              | ↳ Votanti (% su iscritti)  | 44 482                     | 72,13                      |
| ↳ Astenuti (% su iscritti) | ↳ Astenuti (% su iscritti)             | ↳ Astenuti (% su iscritti) | 17 190                     | 27,87                      |
|                            |                                        |                            |                            |                            |
|                            | Esito: collegio confermato a Laburista |                            |                            |                            |

| Partito                    | Partito                                           | Candidato                  | Risultati 8 giugno 2017 | Risultati 8 giugno 2017 |
| Partito                    | Partito                                           | Candidato                  | Voti                    | %                       |
| -------------------------- | ------------------------------------------------- | -------------------------- | ----------------------- | ----------------------- |
|                            | Laburista                                         | Tonia Antoniazzi           | 22 727                  | 49,87                   |
|                            | Conservatore                                      | Byron Davies               | 19 458                  | 42,69                   |
|                            | Plaid Cymru                                       | Harri Roberts              | 1 669                   | 3,66                    |
|                            | Lib Dem                                           | Howard W. Evans            | 931                     | 2,04                    |
|                            | UKIP                                              | Ross Ford                  | 642                     | 1,41                    |
|                            | Pirata                                            | Jason Winstanley           | 149                     | 0,33                    |
|                            |                                                   |                            |                         |                         |
| Iscritti                   | Iscritti                                          | Iscritti                   | 62 016                  | 100,00                  |
| ↳ Votanti (% su iscritti)  | ↳ Votanti (% su iscritti)                         | ↳ Votanti (% su iscritti)  | 45 576                  | 73,49                   |
| ↳ Astenuti (% su iscritti) | ↳ Astenuti (% su iscritti)                        | ↳ Astenuti (% su iscritti) | 16 440                  | 26,51                   |
|                            |                                                   |                            |                         |                         |
|                            | Esito: collegio passa da Conservatore a Laburista |                            |                         |                         |

| Partito                    | Partito                                           | Candidato                  | Risultati 7 maggio 2015 | Risultati 7 maggio 2015 |
| Partito                    | Partito                                           | Candidato                  | Voti                    | %                       |
| -------------------------- | ------------------------------------------------- | -------------------------- | ----------------------- | ----------------------- |
|                            | Conservatore                                      | Byron Davies               | 15 862                  | 37,10                   |
|                            | Laburista                                         | Liz Evans                  | 15 835                  | 37,03                   |
|                            | UKIP                                              | Colin Beckett              | 4 773                   | 11,16                   |
|                            | Plaid Cymru                                       | Darren Thomas              | 3 051                   | 7,14                    |
|                            | Lib Dem                                           | Mike Sheehan               | 1 552                   | 3,63                    |
|                            | Verdi                                             | Julia Marshall             | 1 161                   | 2,72                    |
|                            | Monster Raving Loony                              | Baron Barnes Von Claptrap  | 253                     | 0,59                    |
|                            | Indipendente                                      | Steve Roberts              | 168                     | 0,39                    |
|                            | TUSC                                              | Mark Evans                 | 103                     | 0,24                    |
|                            |                                                   |                            |                         |                         |
| Iscritti                   | Iscritti                                          | Iscritti                   | 61 789                  | 100,00                  |
| ↳ Votanti (% su iscritti)  | ↳ Votanti (% su iscritti)                         | ↳ Votanti (% su iscritti)  | 42 758                  | 69,20                   |
| ↳ Astenuti (% su iscritti) | ↳ Astenuti (% su iscritti)                        | ↳ Astenuti (% su iscritti) | 19 031                  | 30,80                   |
|                            |                                                   |                            |                         |                         |
|                            | Esito: collegio passa da Laburista a Conservatore |                            |                         |                         |

| Partito                    | Partito                                | Candidato                  | Risultati 6 maggio 2010 | Risultati 6 maggio 2010 |
| Partito                    | Partito                                | Candidato                  | Voti                    | %                       |
| -------------------------- | -------------------------------------- | -------------------------- | ----------------------- | ----------------------- |
|                            | Laburista                              | Martin Caton               | 16 016                  | 38,43                   |
|                            | Conservatore                           | Byron Davies               | 13 333                  | 32,00                   |
|                            | Lib Dem                                | Mike Day                   | 7 947                   | 19,07                   |
|                            | Plaid Cymru                            | Darren Price               | 2 760                   | 6,62                    |
|                            | BNP                                    | Adrian Jones               | 963                     | 2,31                    |
|                            | UKIP                                   | Gordon Triggs              | 652                     | 1,56                    |
|                            |                                        |                            |                         |                         |
| Iscritti                   | Iscritti                               | Iscritti                   | 61 734                  | 100,00                  |
| ↳ Votanti (% su iscritti)  | ↳ Votanti (% su iscritti)              | ↳ Votanti (% su iscritti)  | 41 671                  | 67,50                   |
| ↳ Astenuti (% su iscritti) | ↳ Astenuti (% su iscritti)             | ↳ Astenuti (% su iscritti) | 20 063                  | 32,50                   |
|                            |                                        |                            |                         |                         |
|                            | Esito: collegio confermato a Laburista |                            |                         |                         |

### Elezioni negli anni 2000
| Partito                    | Partito                                | Candidato                  | Risultati 5 maggio 2005 | Risultati 5 maggio 2005 |
| Partito                    | Partito                                | Candidato                  | Voti                    | %                       |
| -------------------------- | -------------------------------------- | -------------------------- | ----------------------- | ----------------------- |
|                            | Laburista                              | Martin Caton               | 16 786                  | 42,45                   |
|                            | Conservatore                           | Mike Murray                | 10 083                  | 25,50                   |
|                            | Lib Dem                                | Nick Tregoning             | 7 291                   | 18,44                   |
|                            | Plaid Cymru                            | Sian Caiach                | 3 089                   | 7,81                    |
|                            | UKIP                                   | Richard Lewis              | 1 264                   | 3,20                    |
|                            | Verdi                                  | Rhodri Griffiths           | 1 029                   | 2,60                    |
|                            |                                        |                            |                         |                         |
| Iscritti                   | Iscritti                               | Iscritti                   | 60 927                  | 100,00                  |
| ↳ Votanti (% su iscritti)  | ↳ Votanti (% su iscritti)              | ↳ Votanti (% su iscritti)  | 39 542                  | 64,90                   |
| ↳ Astenuti (% su iscritti) | ↳ Astenuti (% su iscritti)             | ↳ Astenuti (% su iscritti) | 21 385                  | 35,10                   |
|                            |                                        |                            |                         |                         |
|                            | Esito: collegio confermato a Laburista |                            |                         |                         |

| Partito                    | Partito                                | Candidato                  | Risultati 7 giugno 2001 | Risultati 7 giugno 2001 |
| Partito                    | Partito                                | Candidato                  | Voti                    | %                       |
| -------------------------- | -------------------------------------- | -------------------------- | ----------------------- | ----------------------- |
|                            | Laburista                              | Martin Caton               | 17 676                  | 47,32                   |
|                            | Conservatore                           | John Bushell               | 10 281                  | 27,52                   |
|                            | Lib Dem                                | Sheila Waye                | 4 507                   | 12,07                   |
|                            | Plaid Cymru                            | Siân Caiach                | 3 865                   | 10,35                   |
|                            | Verdi                                  | Tina Shrewsbury            | 607                     | 1,63                    |
|                            | Laburista Socialista                   | Darran Hickery             | 417                     | 1,12                    |
|                            |                                        |                            |                         |                         |
| Iscritti                   | Iscritti                               | Iscritti                   | 58 916                  | 100,00                  |
| ↳ Votanti (% su iscritti)  | ↳ Votanti (% su iscritti)              | ↳ Votanti (% su iscritti)  | 37 353                  | 63,40                   |
| ↳ Astenuti (% su iscritti) | ↳ Astenuti (% su iscritti)             | ↳ Astenuti (% su iscritti) | 21 563                  | 36,60                   |
|                            |                                        |                            |                         |                         |
|                            | Esito: collegio confermato a Laburista |                            |                         |                         |

## Risultati dei referendum

### Referendum sulla permanenza del Regno Unito nell'Unione europea del 2016
|             | Collegio | Lasciare UE % | Rimanere in UE % |
| ----------- | -------- | ------------- | ---------------- |
|             | Gower    | 50,1%         | 49,9%            |
| Galles      | 52,5%    | 47,5%         |                  |
| Regno Unito | 51,9%    | 48,1%         |                  |